# Nogra grahamii
Nogra grahamii är en ärtväxtart som först beskrevs av George Bentham, och fick sitt nu gällande namn av Elmer Drew Merrill. Nogra grahamii ingår i släktet Nogra och familjen ärtväxter. Inga underarter finns listade i Catalogue of Life.